# Isoschizoporella tricuspis
Isoschizoporella tricuspis är en mossdjursart som först beskrevs av Calvet 1909.  Isoschizoporella tricuspis ingår i släktet Isoschizoporella och familjen Eminooeciidae. Inga underarter finns listade i Catalogue of Life.